# Óceániai országok zászlóinak képtára
Ez a galéria az Óceániai országok nemzeti zászlóit mutatja be.

## Ausztrália

Ausztrália zászlaja
Karácsony-sziget zászlaja (Ausztrália)
Norfolk-sziget zászlaja (Ausztrália)

## Melanézia

Fidzsi-szigetek zászlaja
Új-Kaledónia zászlaja (Franciaország)
Pápua Új-Guinea zászlaja
Salamon-szigetek zászlaja
Vanuatu zászlaja

## Mikronézia

Guam zászlaja (Egyesült Államok)
Kiribati zászlaja
Marshall-szigetek zászlaja
Északi-Mariana-szigetek zászlaja (Egyesült Államok)
Mikronézia zászlaja
Nauru zászlaja
Palau zászlaja

## Polinézia

Amerikai Szamoa zászlaja (Egyesült Államok)
Cook-szigetek zászlaja (Új-Zéland)
Francia Polinézia zászlaja (Franciaország)
Új-Zéland zászlaja
Niue zászlaja (Új-Zéland)
Pitcairn-szigetek zászlaja (Nagy-Britannia)
Szamoa zászlaja
Tokelau-szigetek zászlaja (Új-Zéland)
Tonga zászlaja
Tuvalu zászlaja
Wallis és Futuna zászlaja (félhivatalos) (Franciaország)